# Sophya Baccini
Sophya Baccini, pseudonimo di Sofia Baccini (Napoli, ...), è una cantante, pianista e paroliera italiana.
È considerata assieme a figure come Paul Chain, Devil Doll, Il segno del comando, Antonius Rex e Malombra, una figura centrale del filone dark progressive / progressive metal italiano.

## Biografia

### Infanzia e giovinezza
Sofia Baccini è figlia di un ex tenore napoletano che fin da bambina le trasmette l'amore per la musica, spingendola a studiare pianoforte e canto fin dall'età di 5 anni. Crescendo nasce prima l'amore per la musica lirica, poi quello per il rock psichedelico e per l'hard rock. Negli anni '80 studia missione lirica e blues e frequenta corsi di edizione, recitazione e danza. Nel 1982 nasce il progetto di breve durata Donn'Anna, che pubblicò un album omonimo vedendola assieme a Lucio D'Arrigo, Enrico Iglio, Renato Postiglione, Sergio Casamassima e Corrado Villa. In questo periodo inizia a collaborare con uno studio di registrazione napoletano dove lavora come turnista vocalist e corista, contribuendoo così a molte registrazioni e tournée di artisti nazionali. Sempre con Enrico Iglio partecipa all'album Scuola mia dei Pino Boys. Viene poi assunta come cantante dalla catena degli Hilton Hotels e viaggia così tra Italia e San Marino.
Sul finire degli anni '80 la Baccini cerca di realizzare un progetto hard rock nella patria della musica napoletana, trovando terreno fertile nella band heavy metal degli Hell's Rage, che presto cambiarono nome in Orphic inserendo due mondine e due gitane per realizzare una prima torta. Fu questo il primo embrione di quello che diventerà poi la band dei Presence.

### 1990-2000: Sofia Baccini e la nascita dei Presence
Dopo una serie di cambi di formazione, nel 1990 si era formato lo zoccolo duro che prenderà poi il nome di Presence. Erano, oltre alla Baccini, Enrico Iglio e Sergio Casamassima. Con questa formazione la band autoprodusse su marchio Hellish Music l'EP di 4 tracce intitolato The Shadowing, che proponeva un neoprogressive influenzato dall'hard rock, in cui appariva già chiara la propensione per le atmosfere più oscure. Inizia così l'intensa attività della Baccini al fianco dei Presence che la impegnerà nei successivi quattro album in dieci anni: Nel 1992 autoproducono l'album Makumba (Hellish Music), nel 1994 entrano nella scuderia della genovese Black Widow Records, con la quale pubblicheranno The Sleeper Awakes (1994), Black Opera (1994) e Gold (2000).

### 2001-2008: Prime produzioni da solista e collaborazioni
Nel 2001, dopo il tour dei Presence che seguì l'album Gold, la band entrò in un periodo di pausa produttiva e Sofia Baccini iniziò a creare i nuovi progetti per una carriera solista. La prima occasione arrivò nel 2003 con la proposta dell'etichetta finnica Colossus (emanazione della rivista ufficiale della Progressive Music Association finlandese), che la coinvolse in un triplo concept album curato da Marco Bernard e dedicato al poema epico Kalevala di Elias Lönnrot. La rivista invitò così trenta band del panorama neoprogressive internazionale.
Nel 2004 ha partecipato all'ideazione e alla scrittura dei testi per il dance-musical intitolato Il Canto di Circe prodotto dalla Mart Dance e tratto dal Cantus Circaeus di Giordano Bruno. Nel 2005 viene invitata da Andrea Pavoni dei Greenwall a mettere la voce su tre brani dell'album From the treasure box (Rock Revelation). Nel 2008 collabora con i bergamaschi Tylion nel loro album A.M.I.G.D.A.L.A., e nello stesso anno mette la voce nell'album omonimo solista del chitarrista piacentino degli Wicked Minds chiamato Electric Swan.
Nel 2004 la Black Widow Records ha ristampato The Sleeper Awakes dei Presence con allegato un disco bonus dal vivo per il decennale dell'uscita, ma fu solo nel 2008 che i Presence ripresero la loro attività, pubblicando l'album Evil Rose (Black Widow Records) che, pur riproponendo impostazioni e sonorità tipiche del gruppo, ha contenuto sonorità più tipicamente progressive metal, anche nell'impostazione della voce di Sophya Baccini. Come solista invece è la francese Musea Records ad arruolarla in un nuovo progetto di concept-album su quadruplo CD ispirato al Purgatorio dantesco ed intitolato Dante's Purgatorio The Divine Comedy Part II per cui la Baccini realizza il brano "Oh Silly Pride".

### 2009-in poi: Sophya Baccini's Aradia
Se l'artista aveva cambiato nome in Sophya già nei lavori del 2008, il nuovo pseudonimo prende ancor più concretezza nel 2009 con il suo primo lavoro come solista intitolato Aradìa che la vedeva proseguire la strada di un hard progressive dalle tinte scure, in cui non mancavano citazioni colte e molti ospiti tra cui Lino Vairetti degli Osanna, Martin Grice dei Delirium (flauto/sassofono), Aurelio Fierro jr. (batteria), Stefano Vicarelli dei romani Fonderia (moog modulare).
“Aradìa” vince nel 2010 il Premio Speciale della Giuria agli International Prog Awards. Sempre nel 2009, Sophya collabora al disco degli Osanna & David Jackson Prog Family come vocalist nel brano “La Zingara” e poi nel disco dei Delirium “Il Nome del Vento”, sia come vocalist nella title track che come pianista nel brano “Cuore Sacro”. Il 6 marzo 2009 partecipa come ospite, insieme a Lino Vairetti, al concerto dei Delirium al Teatro della Gioventù di Genova. Per tutto il 2010, appare in numerosi concerti come ospite degli Osanna, a Roma, Napoli, Savona e al Festival Jazz di Fasano. Apre il concerto degli Osanna nel gennaio 2011 al Teatro Bolivar di Napoli con la Sophya Baccini Band, e apre il concerto dei Delirium al Teatro Govi di Genova nell'aprile del 2011 sempre con la Sophya Baccini Band. Ancora nel 2011, partecipa come special guest al disco dei piacentini Wicked Minds “Visioni, deliri e illusioni”. Nel dicembre 2011 partecipa alla 17ª edizione dell'Afrakà Rock Festival dove le viene assegnato il Premio “Uomini e Miti” assieme a Gianni Leone del Balletto di Bronzo.
Il 12 gennaio 2012, partecipa al festival Prog Liguria a La Spezia, come ospite dei Delirium e degli Osanna. Il 7 marzo 2012 il giornalista svedese Patrik Stigsson, le dedica una puntata monografica di un programma radiofonico incentrato sulle donne compositrici nel rock progressivo in onda sul secondo canale nazionale. Il 17 marzo 2012, partecipa all'evento "La pioggia, il vento e ritorna il sereno", un concerto di beneficenza a sostegno dei Genovesi colpiti dall'alluvione del novembre 2011. Il concerto, organizzato dal Rotary Club di Genova, vede la presenza di Sophya come cantante e pianista, insieme ad altri ospiti quali i Delirium, il cantautore Max Manfredi e Shel Shapiro, leader degli storici The Rokes. In dicembre tiene un proprio concerto nei Mercati di Traiano - Museo dei Fori Imperiali in occasione della manifestazione “Musei in Musica”, che vide anche la registrazione della serata dal TG1.
Per la realizzazione del suo album successivo decide di fondare, assieme al chitarrista Chicco Accetta una backing band tutta al femminile. Nascono così le Aradia composte da Stella Manfredi al violino, Francesca Colaps alla batteria e Marilena Striano alle tastiere. Le Sophya Baccini’s Aradia pubblicarono così il loro primo album ispirato ai quadri del pittore inglese William Blake ed intitolato “Big Red Dragon – (William Blake’s Visions)” (Black Widow Records, 2013). L'album vedeva poi la partecipazione di nuovi e vecchi amici della scena prog internazionale: Christian Decamps degli Ange, Sonja Kristina dei Curved Air, Aurelio Fierro jr. ed Elisa Montaldo de Il Tempio delle Clessidre, Steve Sylvester dei Death SS, Roberto Tiranti dei Labyrinth, Irvin e Lino Vairetti degli Osanna e poi il sodale di lunga data Enrico Iglio dei Presence. L'album mescolava così sonorità hard rock a melodie classicheggianti inframezzate da parti di musica ambientale e voce spesso dai toni teatrali.
Negli anni successivi collabora con Il segno del comando nell'album Il Volto Verde (Black Widow Records, 2013) e poi continua la collaborazione con gli Osanna nell'album Palepolitana (Afrakà Records, 2015). Nel 2016, ad otto anni di distanza dal precedente, esce invece l'album dei Presence su doppio CD intitolato Masters and Following (Black Widow Records).
Nel 2023 esce invece il terzo album a nome Sophya Baccini intitolato Animatesi (Afrakà Records) e scritto in collaborazione con la poetessa Viviana Pernetti.

## Discografia

### Solista
Album
- 2009 - Aradia
- 2013 - Big Red Dragon
- 2023 - Animatesi

Singoli ed EP
- 2013 - Runnin' with the Wolves

### Con i Donn' Anna
- 1982 - Donn' Anna

### Con i Pino Boys
- 1985 - Scuola mia

### Con i Presence
Album
- 1992 - Makumba
- 1994 - The Sleeper Awakes - ristampato nel 2004 con allegato disco dal vivo
- 1996 - Black Opera
- 2000 - Gold
- 2006 - Evil Rose

Singoli ed EP
- 1990 - The Shadowing

### Partecipazioni
- 2001 - Gigi D'Alessio, Tutto in un concerto - voce nel brano "Quel che resta del mio amore"
- 2005 - Greenwall, From the Treasure Box
- 2008 - Malaavia, Vibrazioni liquide - effetti vocali nel brano "Lakmidi"
- 2008 - Tilion, A.M.I.G.D.A.L.A. - voce nel brano "Symphony for a Shadow"
- 2008 - Electric Swan, Electric Swan
- 2009 - Delirium, Il nome del vento - voce nei brani "Il nome del vento", "L'acquario delle stelle", "Ogni storia", "Dopo il vento" e piano in "Cuore sacro"
- 2011 - Wicked Minds, Visioni, Deliri E Illusioni - voce nei brani "Il nome del vento", "La prima goccia bagna il viso" e "Io, la strega"
- 2013 - Osanna & David Jackson, Prog Family - voce nei brani "'A Zingara", "Ce Vulesse Ce Vulesse", "Fuje 'A Chistu Paese", "Everybody's Gonna See You Die" e "Theme One"
- 2013 - Il segno del comando, Il volto verde - testo e voce nel brano "Trenodia delle dolci parole"
- 2013 - Osanna, Tempo - DVD
- 2015 - Osanna, Palepolitana - voce femminile